# Стари-Жабин
Стари-Жабин (пол. Stary Żabin, нім. Königlich Szabienen, 1931-1938 Alt Schabienen, 1938-1945 Altlautersee) — село у Ґолдапському повіті Вармінсько-Мазурського воєводства. Адміністративно підпорядковане ґміні Бане-Мазурське.
Від 1975 року до адміністративно-територіальної реформи 1998 року належало до Сувалцького воєводства.